# St. Matthew Island
St. Matthew Island je neobydlený ostrov v Beringově moři u Aljašky.

## Historie

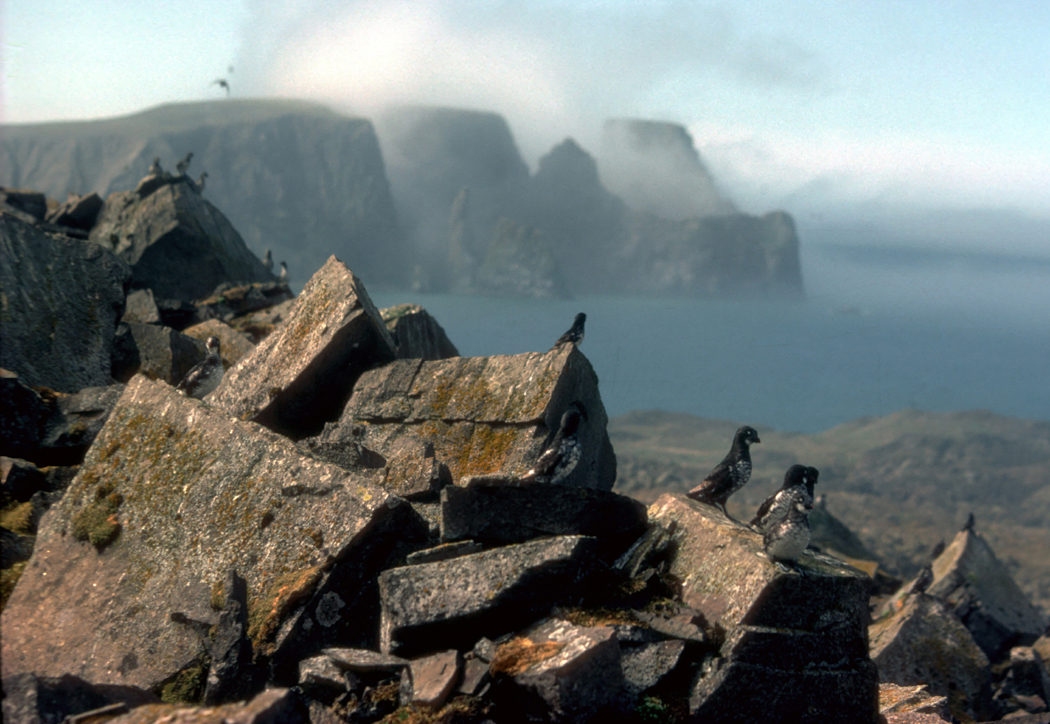
Alky na pobřežních skalách

Během druhé světové války, v roce 1944, instalovala pobřežní stráž Spojených států amerických stanici rozhlasového navigačního systému LORAN, která byla obsluhována devatenáctičlennou posádkou. Jako záložní zdroj potravy bylo na ostrov přivezeno 29 sobů. 
Když se blížil konec války, pobřežní stráž ostrov opustila, ale soby na něm zanechala. Kvůli absenci přirozených predátorů a velkému množství potravy – lišejníků – jejich populace vzrostla na 1350 kusů v roce 1957 a asi 6000 kusů v roce 1963.
Během několika měsíců ale populace vymřela až na posledních 42 kusů: 41 samic a jednoho samce neschopného reprodukce. Zpočátku sice ostrov poskytoval dostatek potravy, ale kvůli populační explozi se začalo potravy nedostávat a podvyživená zvířata podle všeho nedokázala přežít extrémy zimy mezi roky 1963/64.V osmdesátých letech jejich populace zanikla. 